# Survivor Series: WarGames (2024)
L'édition 2024 des Survivor Series est un Premium Live Event de catch (lutte professionnelle) produit par la World Wrestling Entertainment, une fédération de catch américaine qui est télédiffusée et visible en paiement à la séance sur le WWE Network. L'événement a eu lieu le 30 novembre 2024 à la Rogers Arena à Vancouver (Colombie-Britannique), au Canada. Il s'agit de la 38e édition des Survivor Series qui fait partie, avec le  Royal Rumble, WrestleMania et SummerSlam, du «Big Four», ainsi que la troisième édition à contenir la stipulation WarGames.

## Production
Survivor Series est un Premium Live Event annuel de catch professionnel qui a lieu tous les mois de novembre de chaque année depuis 1987. Depuis la première édition et celle de 2016 jusqu'à 2021, l'événement avait pour habitude d'organiser des Men's and Women's 5-on-5 Traditional Survivor Series Elimination Tag Team matchs, c'est-à-dire des matchs où des équipes de 5 catcheur(se)s de chaque division (Raw et SmackDown) s'affrontaient. Depuis l'édition 2022, la stipulation est remplacée par une nouvelle: le WarGames match qui a été utilisé par la division NXT entre 2017 et 2021.

## Contexte
Les spectacles de la World Wrestling Entertainment (WWE) sont constitués de matchs aux résultats prédéterminés par les scénaristes de la WWE. Ces rencontres sont justifiées par des storylines – une rivalité avec un catcheur, la plupart du temps – ou par des qualifications survenues dans les shows de la WWE telles que Raw, SmackDown et NXT. Tous les catcheurs possèdent une gimmick, c'est-à-dire qu'ils incarnent un personnage gentil (Face) ou méchant (Heel), qui évolue au fil des rencontres. Un événement comme Survivor Series est donc un événement tournant pour les différentes storylines en cours,.

### Men’s WarGames match
Le 5 octobre à Bad Blood, Cody Rhodes et Roman Reigns battent la Bloodline (Solo Sikoa et Jacob Fatu). Pendant le combat, Jimmy Uso fait son retour de blessure après 6 mois d'absence pour attaquer Tama Tonga et Tanga Loa aux abords du ring. Le 25 octobre à SmackDown, Jimmy se réconcilie avec son frère jumeau, Jey, et ils reforment leur duo. Le 2 novembre à Crown Jewel, le trio de la Bloodline (Solo Sikoa, Tama Tonga et Jacob Fatu) bat Roman Reigns et les Usos dans un 6-Man Tag Team match. Après le combat, Sami Zayn vient en aide aux trois Samoans Face, mais frappe accidentellement son ancien leader. Six soirs plus tard à SmackDown, le chef tribal défie The OTC au PLE. Le catcheur canadien revole au secours de ce dernier et la Bloodline originelle se reforme officiellement. La semaine suivante à SmackDown, "Big" Bronson Reed devient officiellement le dernier membre l'équipe de la nouvelle Bloodline, car il aide celle-ci à attaquer l'équipe adverse. Le 22 novembre à SmackDown, l'ancien avocat de Roman Reigns, Paul Heyman, fait son retour après 5 mois d'absence et annonce lui-même le cinquième membre de la Bloodline OG: CM Punk. La semaine suivante, la Bloodline 2.0 obtient l'avantage des entrées grâce à une victoire de Jacob Fatu sur Jey Uso.

### Gunther (c) contre Damian Priest
Le 3 août à SummerSlam, Gunther est devenu le nouveau champion du monde poids-lourds en battant Damian Priest.
Le 4 novembre à Raw, le catcheur portoricain devient aspirant no 1 à la ceinture en battant "Dirty" Dominik Mysterio, Seth "Freakin" Rollins et Sheamus dans un Fatal 4-Way match. La semaine suivante à Raw, le match revanche entre les deux catcheurs pour la ceinture au PLE est officiellement annoncé.

### Women’s WarGames match
Le 5 octobre à Bad Blood, Liv Morgan, la championne du monde, perd face à Rhea Ripley par disqualification, mais conserve son titre. Pendant le combat, Raquel Rodriguez fait son retour après 7 mois d'absence en tant que Heel, attaque la catcheuse australienne, puis devient officiellement la garde du corps de son ancienne partenaire en équipe et nouvelle membre du Judgment Day. Le 29 octobre à NXT, les deux catcheuses du clan ennemi attaquent leur rivale sur le parking du WWE Performance Center et lui provoquent une fracture de l'os orbital qui la contraint à s'absenter pour une durée indéterminée. Le 2 novembre à Crown Jewel, Liv Morgan bat la championne de la WWE, Nia Jax, pour devenir la toute première championne Crown Jewel de l'histoire grâce aux interventions de sa garde du corps et son compagnon, "Dirty" Dominik Mysterio. Le 11 novembre à Raw, alors que les trois membres du Judgment Day célèbrent la victoire, Bianca Belair et Jade Cargill, les championnes par équipes de la WWE, les interrompent et une bagarre éclate entre les quatre catcheuses. Plus tard dans la soirée, Iyo Sky remporte la Battle Royale et devient aspirante no 1 à la ceinture mondiale féminine. La semaine suivante à Raw, les championnes par équipes conservent leurs titres en battant leurs adversaires. Quatre soirs plus tard à SmackDown, Nia Jax conserve son titre en battant Naomi avec l'aide des interventions extérieures de Candice LeRae et Tiffany Stratton. Pendant le combat, il est montré que les championnes par équipes ont été attaquées par les catcheuses qu'elles avaient battues quatre soirs plus tôt. La semaine suivante à Raw, les cinq catcheuses Heel sont confrontées par les quatre catcheuses Face, mais Rhea Ripley fait son retour, devient officiellement la dernière membre de l'équipe de Bianca Belair et les 10 catcheuses se bagarrent, ce qui officialise le match pour le PLE. Le 22 novembre à SmackDown, Jade Cargill a été agressée, souffre de blessures multiples et est contrainte de déclarer forfait. Trois soirs plus tard à Raw, Bianca Belair bat Nia Jax et obtient l'avantage pour le PLE, aidée par une intervention extérieure de Bayley qui devient officiellement la nouvelle membre remplaçante de l'équipe.

### Bron Breakker (c) contre Sheamus contre Ludwig Kaiser
Le 18 novembre à Raw, Bron Breakker, le champion Intercontinental, conserve son titre en battant Sheamus par disqualification, car il se fait attaquer par Ludwig Kaiser. La semaine suivante à Raw, il perd de la même manière face au catcheur allemand, car c'est ce dernier qui se fait agresser par le catcheur irlandais. Après le match, une bagarre éclate entre les trois combattants et, agacé par la situation, Adam Pearce, le GM du show rouge, annonce un Triple Threat match entre les trois catcheurs pour la ceinture au PLE.

### LA Knight (c) contre Shinsuke Nakamura
Le 22 novembre à SmackDown, LA Knight, le champion des États-Unis, conserve son titre en battant Berto. Après le combat, Shinsuke Nakamura fait son retour, après 10 mois d'absence, et attaque le premier catcheur. La semaine suivante à SmackDown, The Megastar conserve son titre en battant Santos Escobar, mais se fait encore agresser par le catcheur japonais après le match. Quatre soirs plus tard à Raw, un match entre les deux catcheurs pour la ceinture au PLE est officiellement annoncé.

## Tableau des matchs
| Ordre par numéros                                                                         | Résultat | Stipulation(s)                                                | Temps |
| ----------------------------------------------------------------------------------------- | --- | ------------------------------------------------------------- | ----- |
| 1                                                                                         | Bayley, Bianca Belair, Iyo Sky, Naomi et Rhea Ripley battent The Judgement Day (Liv Morgan et Raquel Rodriguez), Nia Jax, Tiffany Stratton et Candice LeRae,                  | Women’s WarGames match                                        | 38:15 |
| 2                                                                                         | Shinsuke Nakamura bat LA Knight (c), | Match simple pour le WWE United States Championship           | 9:45  |
| 3                                                                                         | Bron Breakker (c) bat Sheamus et Ludwig Kaiser, | Triple Threat match pour le WWE Intercontinental Championship | 14:25 |
| 4                                                                                         | Gunther (c) bat Damian Priest par soumission, | Match simple pour le World Heavyweight Championship           | 19:20 |
| 5                                                                                         | Roman Reigns, The Usos (Jimmy et Jey), Sami Zayn et CM Punk (avec Paul Heyman) battent The Bloodline (Solo Sikoa, Tama Tonga, Tanga Loa et Jacob Fatu) et "Big" Bronson Reed, | Men’s WarGames match                                          | 41:55 |
| La lettre C placée entre parenthèses désigne la personne ou l’équipe championne en titre. | |                                                               |       |